# Callilepis lambai
Callilepis lambai är en spindelart som beskrevs av Benoy Krishna Tikader och Gajbe 1977. Callilepis lambai ingår i släktet Callilepis och familjen plattbuksspindlar. Inga underarter finns listade.